# ملانی دوته
ملانی دوته (فرانسوی: Mélanie Doutey‎؛ زادهٔ ۲۲ نوامبر ۱۹۷۸) هنرپیشه اهل فرانسه است. او از سال ۱۹۹۹ میلادی تاکنون مشغول فعالیت بوده‌است.
از فیلم‌ها یا برنامه‌های تلویزیونی که وی در آنها نقش داشته می‌توان به گل رنج و اتصال اشاره کرد.